# Pintor de Londres B 76

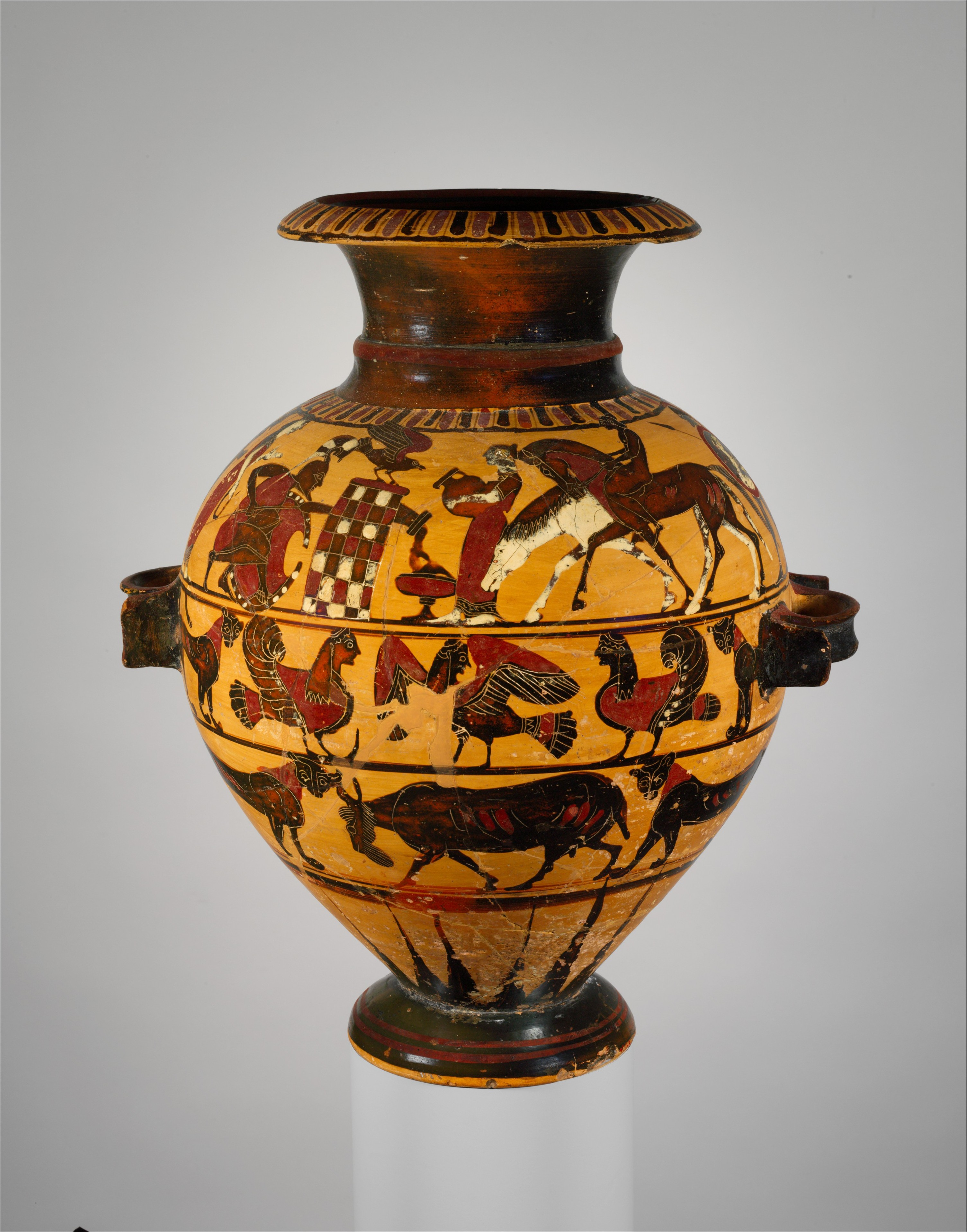
Aquiles y Troilo en una hidria, expuesta en el Museo Metropolitano de Arte, número de inventario 45.11.2, circa 560/50 a. C.

Pintor de Londres B 76 es el nombre convenido de un pintor de vasos áticos del tercio medio del siglo VI a. C.
El Pintor de Londres B 76 es estilísticamente cercano al Grupo Burgon. Como el Pintor de Camtar o Sófilos, es uno de los pocos pintores de vasos que aplicó sus inscripciones con pintura roja en lugar de negra. Se sirve de frisos animales  y de motivos florales, añadiendo siempre un poco de color a su trabajo de figuras, que parecen anticuados, pero sus dibujos, algunos de los cuales están ejecutados en colores fuertes, recuerdan a pintores como Lido. Principalmente recrea eventos del mítico ciclo troyano. En el caso del pintor de Londres B 76, se hace evidente que la forma de representación cambió en el ámbito de los vasos áticos de figuras negras. Cada vez se pedían más innovaciones y cambios, los verdaderos maestros de su oficio se esforzaban por innovar. El pintor de Londres B 76, por ejemplo, rompe con ciertas convenciones en la representación de escenas mitológicas. Así, en su caso, una escena heroica de la guerra de Troya solo es reconocible como tal porque inscribió sus representaciones frontales de esta manera.